# Chesapeake Bay

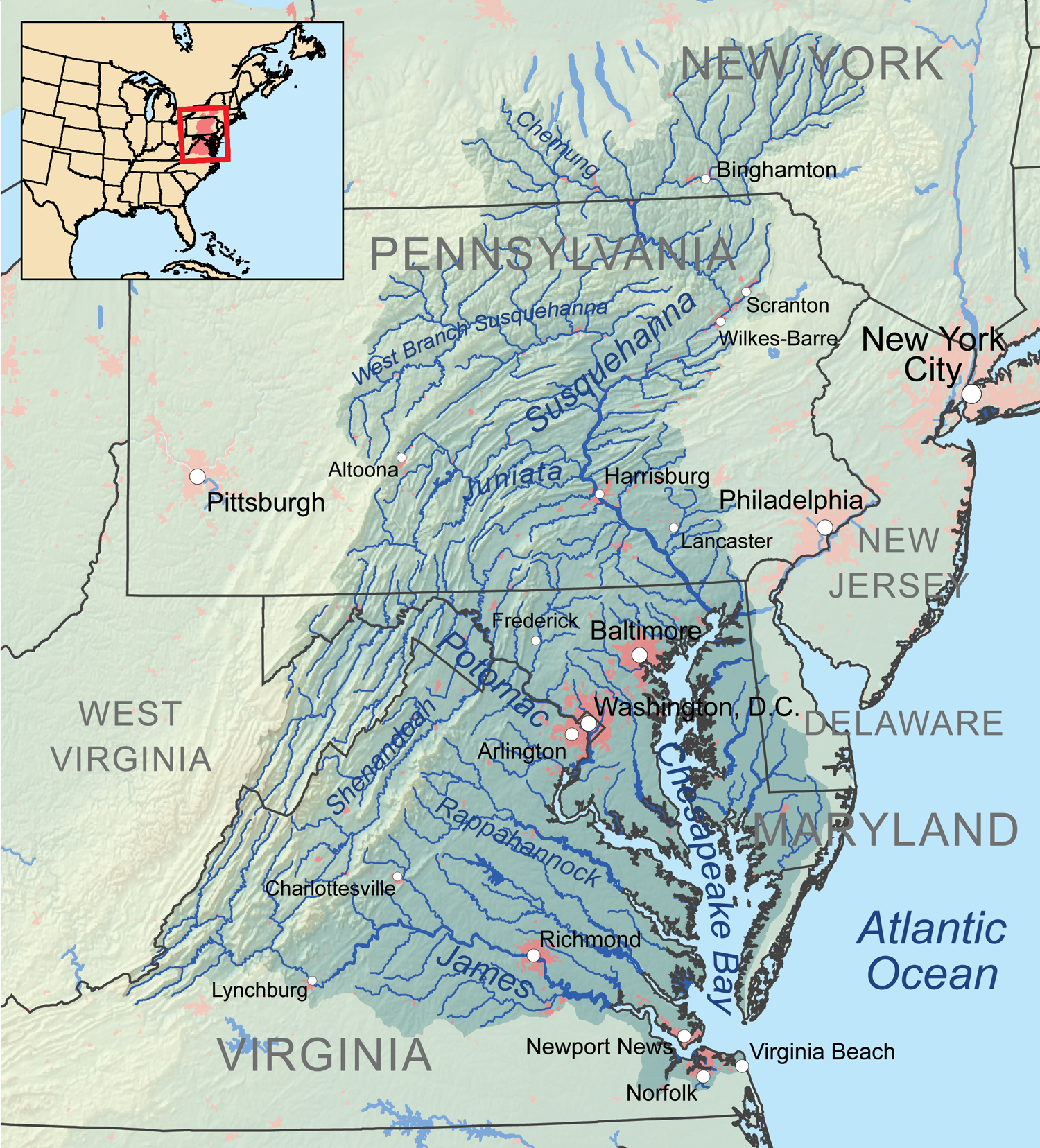
Karte der Chesapeake Bay und ihres Einzugsgebiets

Die Chesapeake Bay [ˈtʃɛsəpik ˈbeɪ] ist die größte Flussmündung in den USA. Sie ist eine südwärts zum Atlantik hin verlaufende Bucht desselben zwischen der Delmarva-Halbinsel im Osten und dem nordamerikanischen Festland im Westen und von den Bundesstaaten Virginia und Maryland umgeben, für die sie eine der bedeutendsten Naturlandschaften darstellt.
Der Name Chesepiooc bedeutete in der Algonkin-Sprache der Indianerstämme Powhatan und Nanticoke, die hier ansässig waren, vermutlich „Großer Fluss“, oder bezeichnete vielleicht ein Dorf an der Mündung des Gewässers zur offenen See. 1607 errichteten englische Kolonisten im James River die Kolonie Jamestown, die die erste erfolgreiche Kolonie Englands in Nordamerika wurde. Ihr Anführer John Smith erkundete als erster Europäer im Jahr 1608 Teile der Bucht und ihre südlichen Zuflüsse.

## Lage

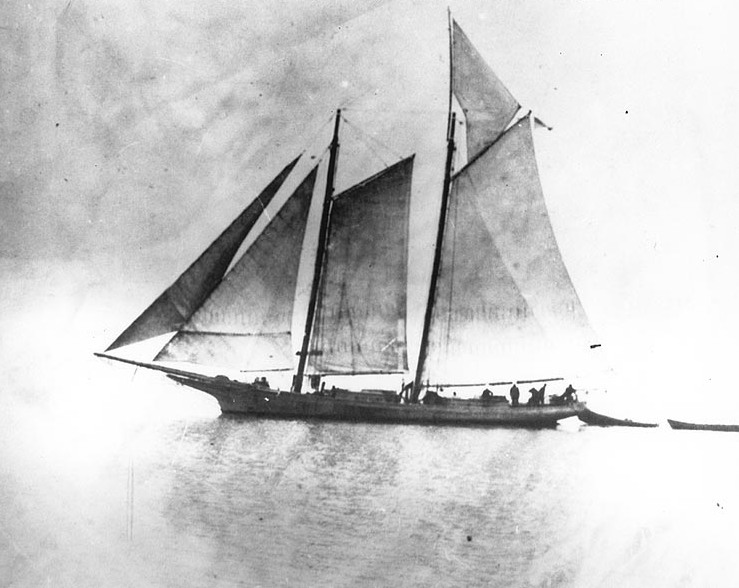
Anna B. Smith, ein typischer Schoner der Chesapeake Bay, 1915

Die Bucht grenzt an die US-Bundesstaaten Virginia und Maryland und bedeckt eine Fläche von 12.000 km². Ihr Einzugsgebiet umfasst insgesamt 165.800 km²; zu ihm gehören Teile von sechs amerikanischen Bundesstaaten – neben Virginia und Maryland auch New York, Pennsylvania, Delaware und West Virginia – sowie der gesamte District of Columbia. Mehr als 150 Flüsse und Bäche münden in das Gewässer, das sich vom Susquehanna River im Norden 311 km weit bis zum offenen Atlantischen Ozean erstreckt. Flussgeschichtlich gesehen ist die Bucht das alte untere Tal des Susquehanna, in das sich dieser vor 15.000 Jahren während der letzten Kaltzeit eingegraben hatte, als der Meeresspiegel noch ca. 100 m unter dem heutigen lag.
An ihrer schmalsten Stelle östlich von Annapolis (Maryland) ist die Bay nur 6,5 km breit; sie wird dort von der Chesapeake Bay Bridge überspannt. Nahe der Mündung verbindet das Bauwerk Chesapeake Bay Bridge-Tunnel die beiden Seiten.

### Mündungsflüsse
- Susquehanna River
- Patapsco River
- Potomac River
- James River
- Appomattox River
- Rappahannock River
- Patuxent River
- Choptank River
- York River mit dem Pamunkey River und Mattaponi River

## Klima
Gemäß der effektiven Klimaklassifikation lässt sich das Klima der Chesapeake Bay als Ostseitenklima beschreiben: Es treten dabei heiße, feuchte Sommer, kühle Winter und ganzjährig Niederschläge auf. Hier sind die Frühlings- und Sommertemperaturen etwas moderater als im Landesinneren, etwa Washington, D.C.

## Landsenkung und Meeresspiegelanstieg
Insbesondere der südliche Teil der Chesapeake Bay unterliegt einer der stärksten Landsenkungen und dem damit verbundenen relativen Anstieg des Meeresspiegels an der gesamten Ostküste. Die Senkungsraten betragen bis zu 4,4 mm pro Jahr. Verantwortlich dafür sind teils natürliche Ursachen wie Folgen der Isostasie nach der letzten Eiszeit und Störungen der Stratigraphie um den Chesapeake-Bay-Krater. Menschenverursachte Einflüsse sind vorwiegend die Übernutzung der Grundwasservorräte in der Region Hampton Roads, die zu Grundwasserabsenkungen von bis zu 65 m und zu einer Verdichtung der unterliegenden Sand- und Tonschichten in den Aquiferen führt. Durch die Landsenkung steigt die Anfälligkeit der Region für Überflutungen zum Beispiel durch tropische Wirbelstürme und nicht zuletzt für den klimabedingt zu erwartenden Anstieg der Meeresspiegel. Ein im Vergleich zum globalen Mittelwert festgestelltes stärkeres Ansteigen des Meeresspiegels an der Küste Virginias, das die Überschwemmungsgefahr weiter zuspitzt, könnte durch eine Verlangsamung des Golfstromes und dessen dadurch veränderter Sogwirkung im Bereich der Chesapeake Bay verursacht sein.

## Charakteristik
Über weite Strecken hinweg bildet das Ufer als Steilküste auch die Fall Line vom höher gelegenen Piedmont-Plateau zur eigentlichen Küstenebene. In der Nähe des Ufers im Westen liegen die größten Städte und Häfen: Annapolis, Baltimore, Washington, D.C. sowie die Agglomeration um die Hampton Roads. Am zerklüfteten Ostufer gibt es nur kleinere Orte, Fischerdörfer oder Kleinstädte, in deren Marinas Yachten neben den Booten der Fischer dümpeln. Auf der sich anschließenden und weitgehend unter Naturschutz stehenden Delmarva-Halbinsel entstanden ausgedehnte Marschlandschaften, Sümpfe, Wälder und Weidegebiete.
Die Marschen werden regelmäßig von den Gezeiten überflutet, ihre Gräser sind gegen das Salzwasser resistent. Diese besondere Landschaft bietet einen nährstoffreichen Schutz- und Lebensraum für verschiedene Vogelarten (Blaureiher, Weißkopfseeadler, Fischadler, kanadische Wildgänse, Störche, Tundraschwäne und etliche Zugvögel auf dem Weg in die Karibik), für Fische (Flundern, Barsche, Alsen, Elritzen) und für Krebse und Austern.
Der Salzgehalt des Wassers schwankt von salzig an der Mündung der Bay in den Atlantik bis zu Süßwasser im Norden der Bay und in den einzelnen Flussmündungen in die Bay. Generell nimmt der Salzgehalt von Nord nach Süd zu. Im Mischungsbereich herrscht in einem großen Bereich Brackwasser vor. Die Salinität schwankt über den Jahresverlauf und hängt von den Abflussmengen der westlichen und nördlichen Zuflüsse ab.

## Der Krater

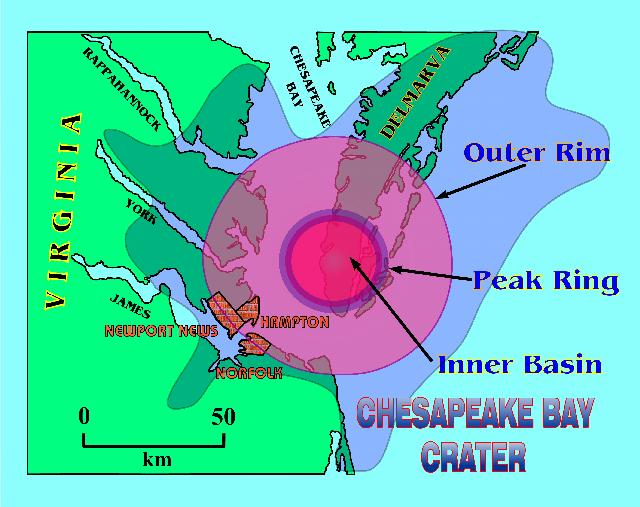
Karte des Kraters

Im Eozän vor 35 Millionen Jahren schlug am heutigen Eingang der Bucht ein Meteorit ein; die Mitte des dabei entstandenen 85 km breiten und 1,3 km tiefen Impakt-Kraters liegt acht Kilometer westlich von Cape Charles; die Struktur wurde wegen ihrer unterseeischen Lage erst 1993 bei Ölbohrungen entdeckt. Der Krater ist mit Brekzien verfüllt, die im Laufe der Zeit noch von einer 300 bis 500 Meter dicken Schicht Sedimente überlagert wurden. Die zur Bildung der Brekzien führende Zertrümmerung beeinflusste auch den natürlichen Aquifer und ist dafür verantwortlich, dass hier der Salzgehalt des Grundwassers 1,5 Mal so hoch ist wie anderswo. Größtenteils ist das Grundwasser für Trinkwassergebrauch zu brackig, was den Bewohnern der betroffenen Gebiete natürlich bekannt war; erst die Entdeckung des Kraters brachte aber die Erklärung des Sachverhalts.
Erste Hinweise auf den Impakt gab eine Bohrung im fernen Atlantic City, bei der man eine 20 cm dicke Schicht Auswurfmaterials fand, Anzeichen eines massiven Einschlags. Trotz seines hohen Alters ist er höchstwahrscheinlich für die Entstehung der heutigen Bucht mitursächlich.

## Ökologie und Fischfang

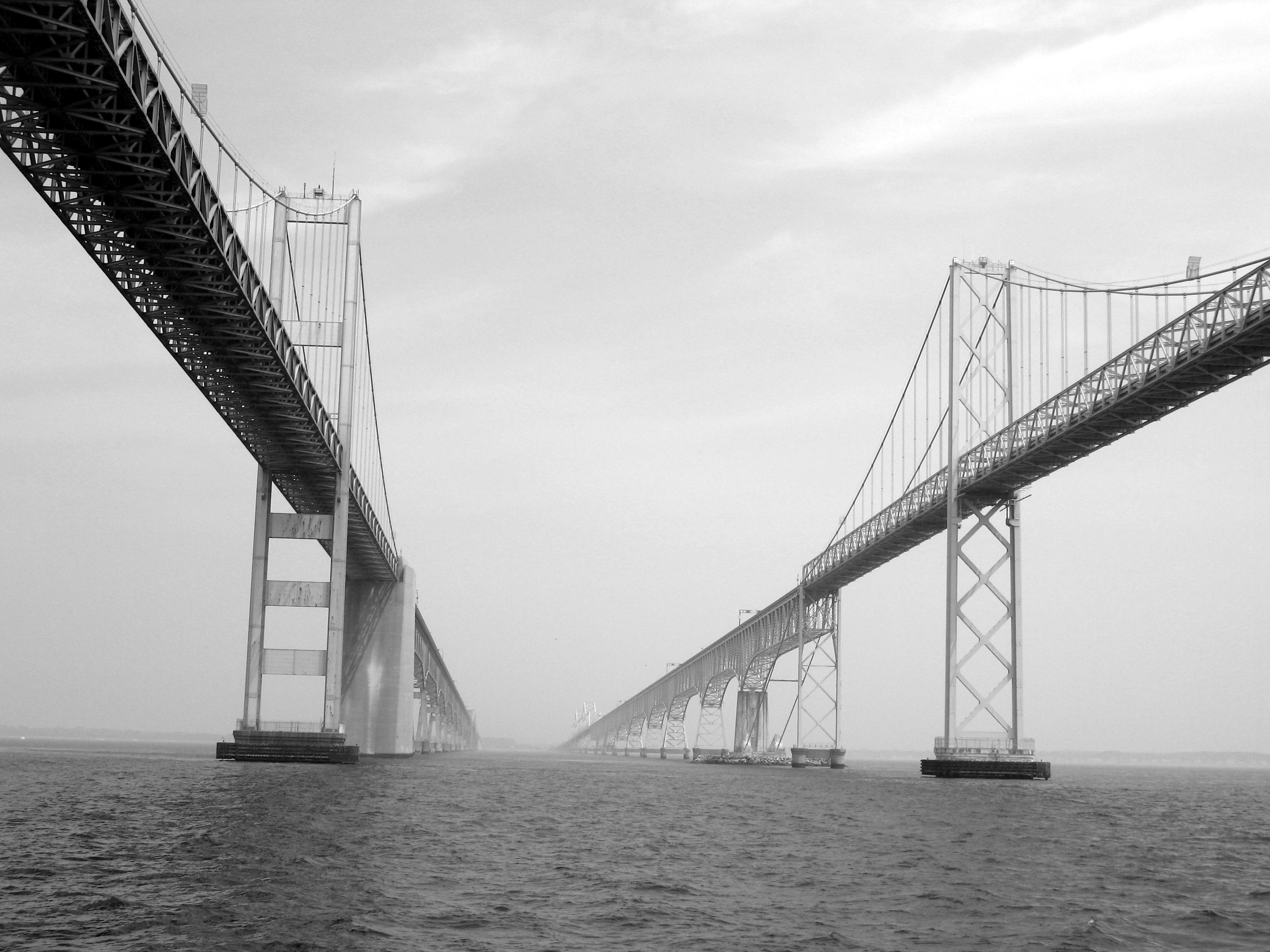
Ansicht der Bay Bridges der Chesapeake Bay

Die Bucht war lange Zeit berühmt für ihre reichen Fanggründe, insbesondere für Meeresfrüchte wie Krabben, Venusmuscheln und Austern. Auch Diamantschildkröten, die gerne zu Suppe und Eintöpfen verarbeitet wurden, fing man hier in großer Zahl.
Der Schriftsteller und Satiriker Henry L. Mencken aus Baltimore nannte Anfang des 20. Jahrhunderts die Chesapeake Bay eine „natürliche Proteinfabrik“. In jener Ära gedieh die Amerikanische Auster (Crassostrea virginia) derart zahlreich, dass die Seekarten die Austernbänke als gefährliche Hindernisse in den oft nur zwei bis sechs Meter tiefen Schifffahrtsgewässern vermerkten. Auf dem Zenit des Austernfangs in der Mitte des 19. Jahrhunderts lebten von ihm 7.000 Fischer.
Seit dieser Zeit sind wegen der Überfischung seit über hundert Jahren, der Überdüngung durch die Landwirtschaft (besonders an der Ostküste) und durch die Umweltverschmutzung im Zuge der Verstädterung (speziell an der Westküste der Bucht) die Bestände stark zurückgegangen. Im sogenannten Chesapeake Bay Agreement von 1987 einigten sich die Anrainerstaaten auf höhere Richtwerte zu deren Erhaltung in dieser immer noch schalentierreichsten Flussmündung der USA.
Jährlich werden hier 45.000 Tonnen Krabbenfleisch gefischt, was die USA wie ehedem zum größten Krabbenfleisch-Exporteur der Welt macht; von den früheren Bestandszahlen ist man allerdings immer noch weit entfernt, das Abkommen war insofern nicht besonders erfolgreich.
Der frühere Gouverneur Marylands, Robert Ehrlich, hatte 2003 die Wahl auch mit dem Versprechen gewonnen, den Umweltschutz an der Chesapeake Bay auszubauen.
2014 vereinbarte ein Zusammenschluss von Verwaltungen mit Bezug zur Bucht ein Programm zum koordinierten Umweltschutz in der gesamten Bucht. Teilnehmer sind die Gouverneure von Maryland, Virginia, Pennsylvania, New York, West Virginia und Delaware, der Bürgermeister von Washington, D.C.; der Vorsitzende der Chesapeake Bay Commission und die U.S. Environmental Protection Agency (EPA). Das Programm setzt auf direkte Maßnahmen zur Gewässerreinhaltung und Änderungen in der Landnutzung, um die Wasserbelastung zu reduzieren, aber auch auf gesellschaftliche Themen wie die Umweltbildung in der Bevölkerung.

## Sonstiges
Die Bucht war 1781 Schauplatz der Seeschlacht vor der Chesapeake Bay. Die Französische Flotte besiegte damals die Royal Navy, so dass die Landtruppen des britischen Generals Charles Cornwallis keine Unterstützung bekamen. Am Ende konnten deshalb die USA ihre Unabhängigkeit gegenüber Großbritannien durchsetzen.
Aus der Gegend stammt die Hunderasse Chesapeake Bay Retriever.
Der Roman Die Bucht (orig. „Chesapeake“) von James A. Michener (1978) beschreibt Familiengeschichten und historische Stationen von 1583 bis 1978.